# 김국헌
김국헌(金國憲, 1997년 4월 15일~)은 대한민국의 남자 가수이다.
2017년부터 2019년까지 남성 아이돌 그룹 마이틴의 일원으로 활동했으며, PRODUCE X 101 참가를 계기로 2020년부터 2021년까지 송유빈과 함께 듀엣 그룹인 비오브유의 멤버로 활동하였다. (2016년부터 2018년까지 '시헌'이란 예명으로 활동한 바 있다.)
2017년 《믹스나인》, 2019년 《PRODUCE X 101》, 2021년 《내일은 국민가수》, 2024년 《백종원의 레미제라블》에 참가했다.

## 학력
- 당동중학교
- 양재고등학교
- 서울예술대학교 실용음악과

## 음반 목록

### 김국헌X송유빈
- 〈Blurry〉 (2019)

### 사운드트랙
- 〈사랑할 것처럼〉 (2017, 비밀의 숲 OST)
- 〈너 밖에 모르고〉 (2018, 저글러스 OST)
- 〈Butterfly〉 (2021, 나빌레라 (드라마) OST)

## 출연 작품

### 텔레비전 프로그램
- 《믹스나인》 (2017-2018) - 참가자
- 《PRODUCE X 101》 (2019) - 참가자
- 《내일은 국민가수》 (2021) - 참가자
- 《백종원의 레미제라블》 (2024) - 참가자